# Eucereon tenellulum
Eucereon tenellulum är en fjärilsart som beskrevs av William Schaus 1910. Eucereon tenellulum ingår i släktet Eucereon och familjen björnspinnare. Inga underarter finns listade i Catalogue of Life.